# Cimetière militaire britannique de la Licorne
Le cimetière « Unicorn Cemetery, Vendhuile » (cimetière de la Licorne) est un cimetière militaire de la Première Guerre mondiale situé sur le territoire de la commune de Vendhuile dans le département de l'Aisne.

## Localisation
Ce cimetière est situé en pleine campagne, en bord de route, à 5 km au sud-ouest du village sur la D28 en direction de Lempire.

## Historique
Vendhuile fut occupé par les Allemands  dès fin août 1914 et resta loin de la ligne de front qui se situait à une trentaine de kilomètres à l'ouest au-delà de Péronne. Situé juste sur la ligne Hindenburg, le village a été pris par les 27e et 30e divisions américaines à la fin de septembre 1918 et a été déminé par les 12e et 18e divisions le 30 septembre. Après les combats, des hommes de la 18e division ont été enterrés par la 50e division (Northumberland). Après l'armistice, les corps des soldats inhumés dans des cimetières provisoires des alentours ont été apportés.

## Caractéristique
Le nom Unicorn (Licorne en français) vient de l'emblème de la 50e division qui a créé ce cimetière.
Le cimetière contient maintenant 1 008 sépultures et commémorations de la Première Guerre mondiale dont 409 ne sont pas identifiées, mais il y a des monuments commémoratifs spéciaux à dix victimes connues ou supposées être enterrées parmi eux. Huit soldats enterrés dans le cimetière britannique de Lempire ont également été commémorés. Le cimetière a été conçu par Charles Holden.

## Galerie

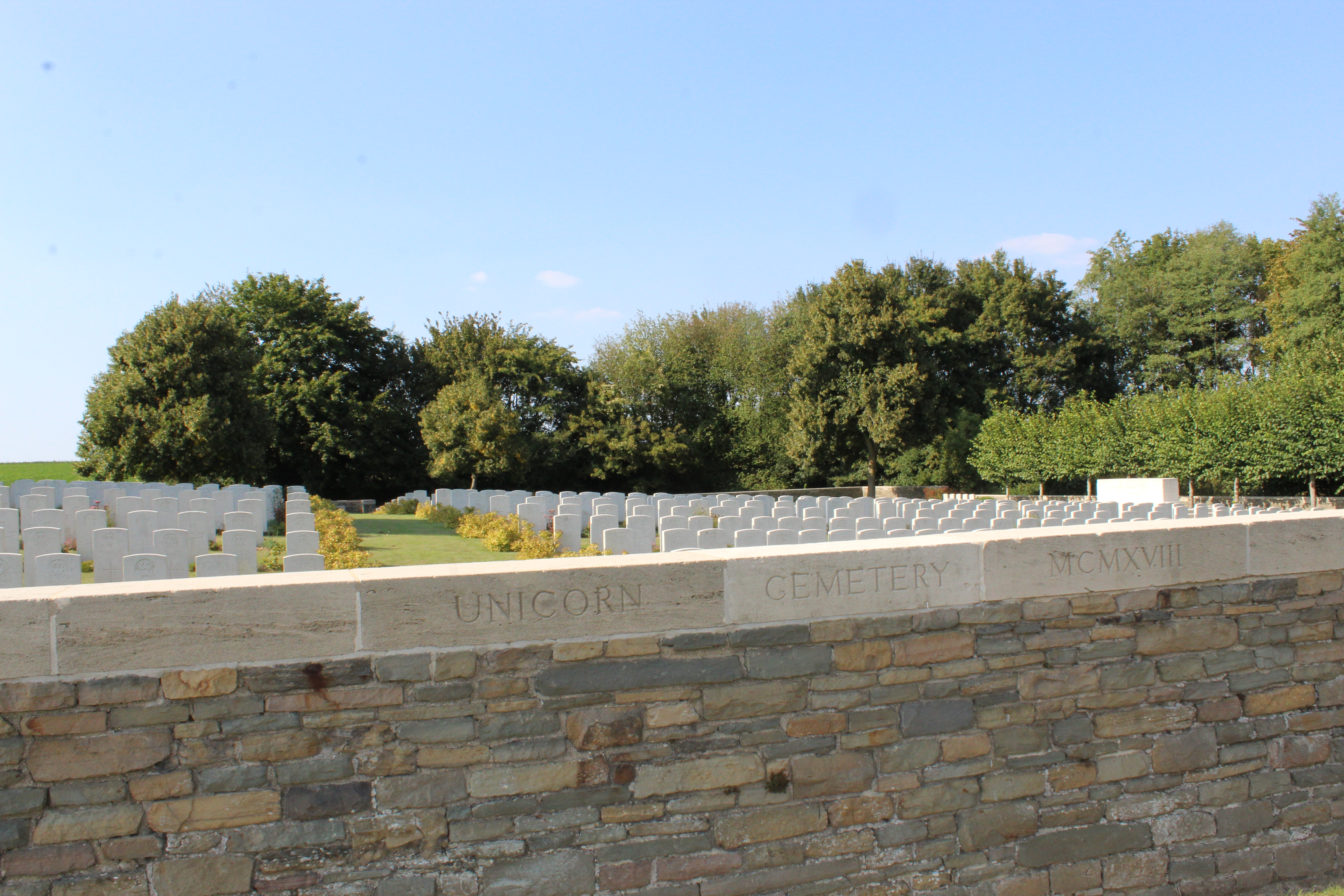
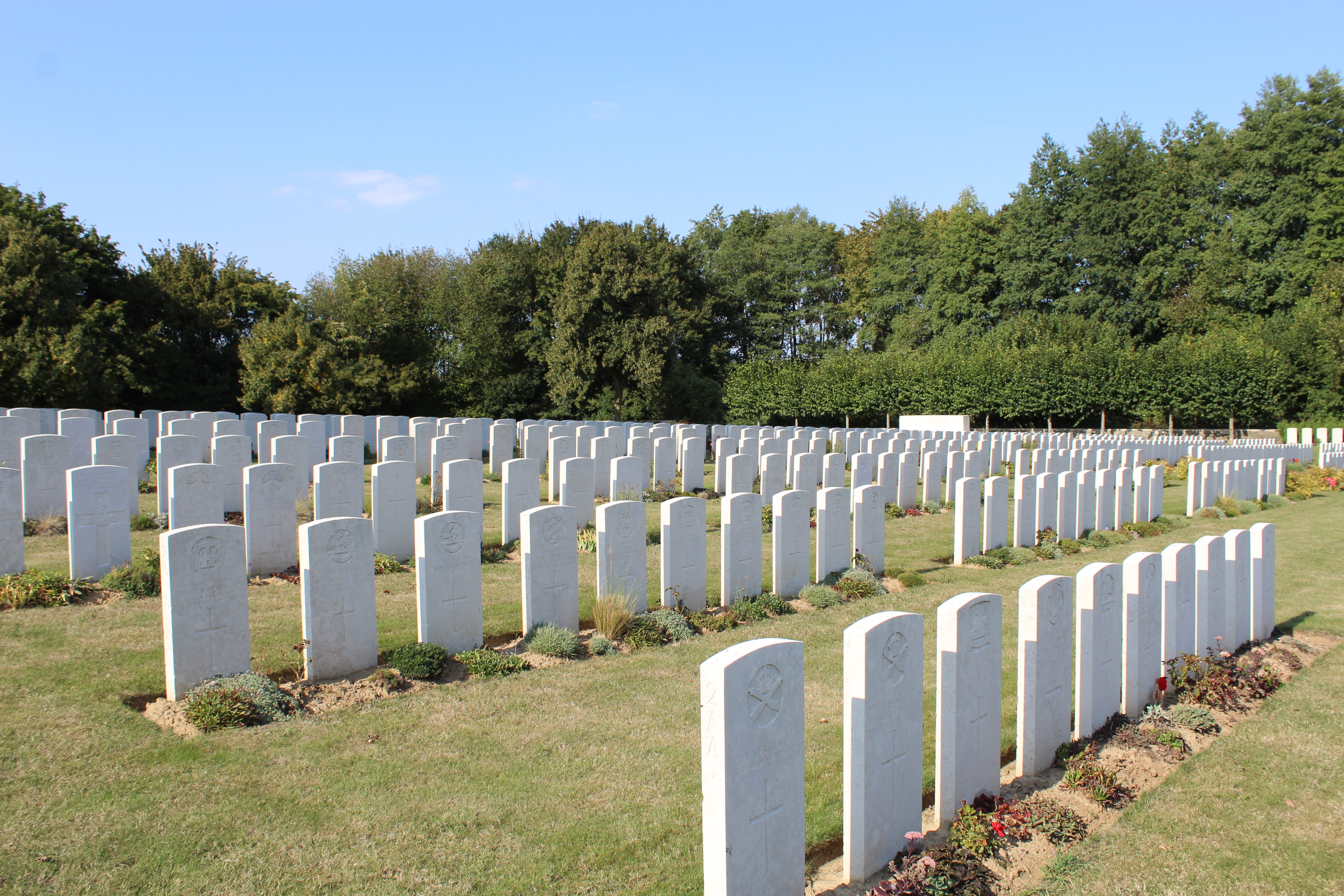
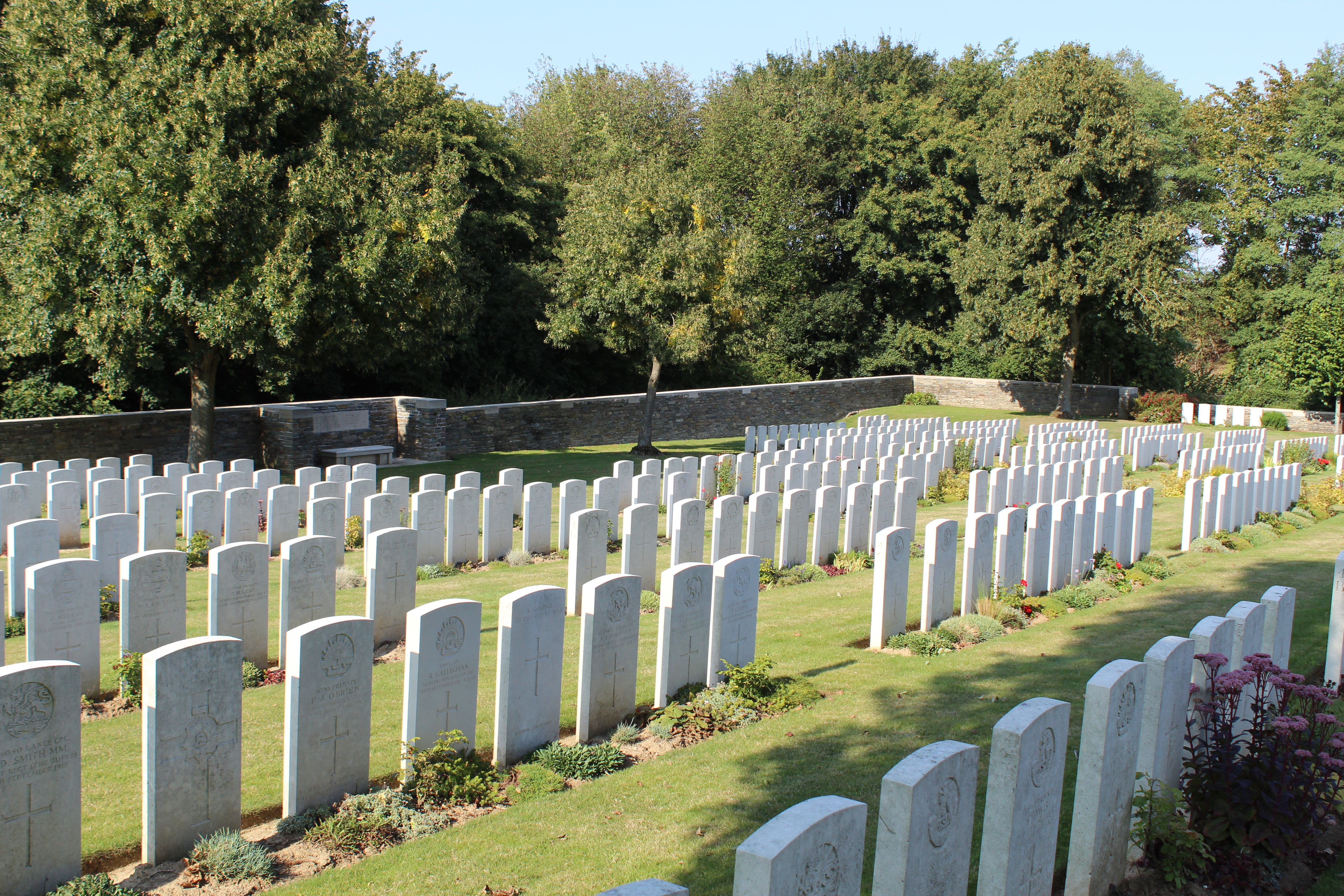
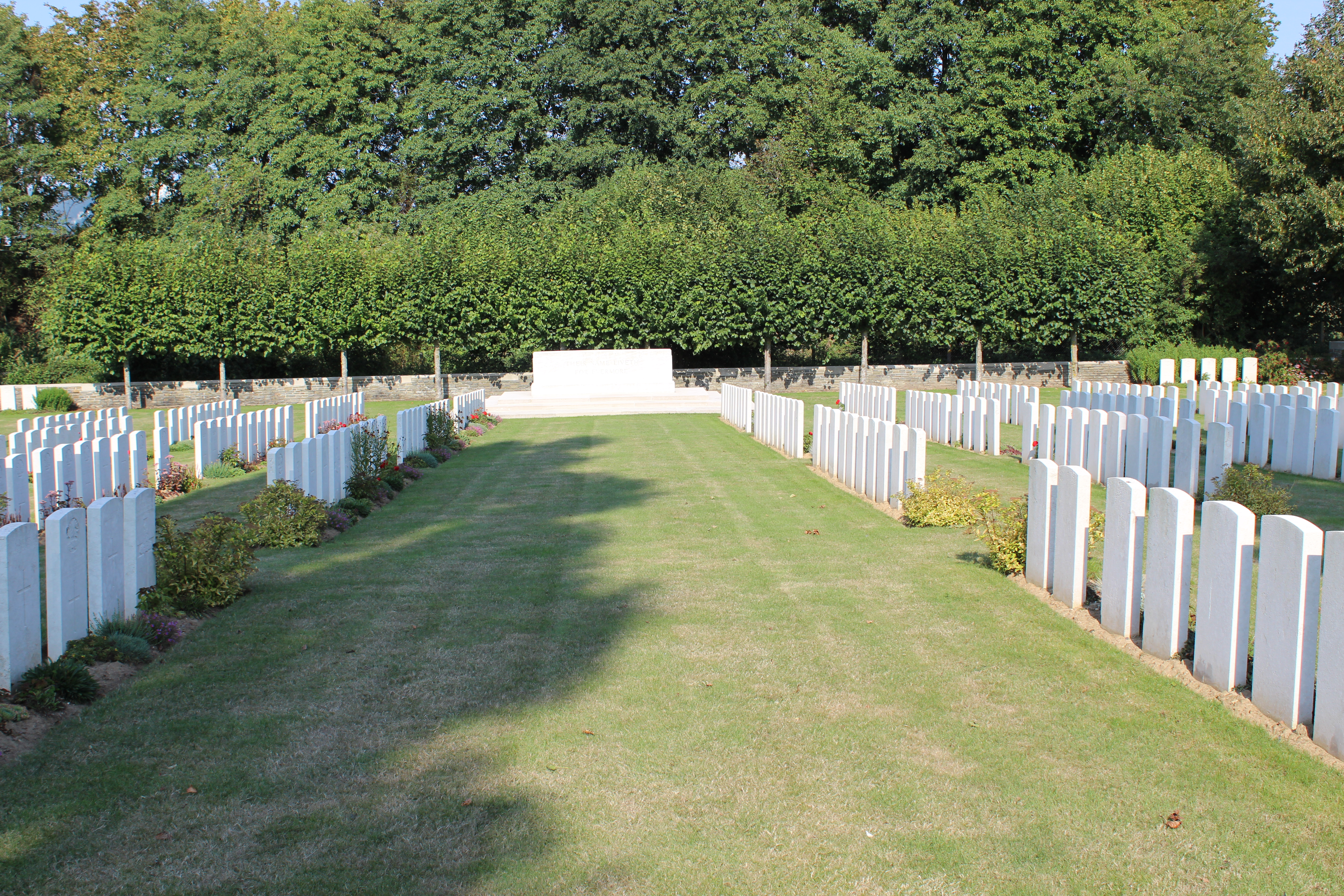

## Sépultures
| Pays        | Sépultures |
| ----------- | ---------- |
| Royaume-Uni | 924        |
| Canada      | 1          |
| Australie   | 79         |
| Inde        | 4          |
| Total       | 1 008      |